# Temple d'Eshmun (Cartago)

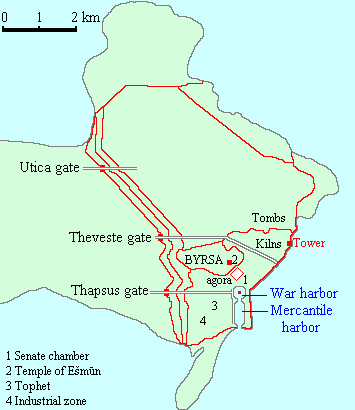
Croquis de la Cartago púnica

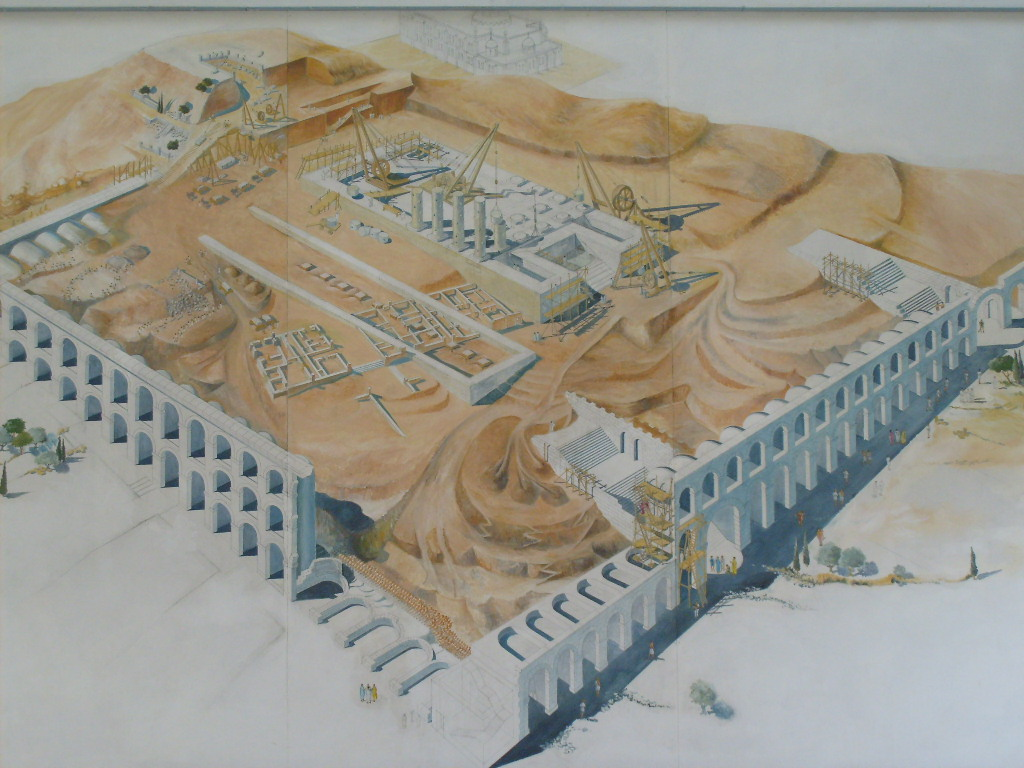
Detall de la reconstrucció romana sobre el temple

El Temple d'Eshmun, situat al pujol de Birsa, fou la construcció més destacada de la Cartago púnica (actual Tunísia).
El temple estava dedicat a Eshmun, el déu guaridor, i un dels principals déus del panteó fenici. Després de la conquesta romana de la ciutat al 146 abans de la nostra era, que va donar fi a la Tercera Guerra púnica, els invasors enderrocaren el temple, per això no se'n conserven restes.(1)

## Història
Els orígens del temple es remunten a la creació de Cartago, a l'entorn del 820 abans de la nostra era. Durant l'època fenícia, el temple tenia l'accés restringit als sacerdots, i per a entrar-hi era necessària abstinència sexual durant 3 dies, i no menjar pas fesols ni porc. El temple tenia una escalinata de 60 graons que desembocava en un espai obert rectangular, porticat pels tres costats restants. Se li atribuïen poders curatius, i pel que sembla alguns mètodes de guarició consistien a dormir en el mateix temple, una característica compartida per tots els temples dedicats a aquest déu.
L'edifici va dominar la ciutat fins a la devastació de Cartago pels exèrcits romans de Publi Corneli Escipió Africà Emilià en el 146 ae. En els darrers dies del setge, uns mil combatents cartaginesos, comandats per Hasdrúbal el Boetarc, es van refugiar en aquest temple per ser més fàcilment defensable gràcies a la seua ubicació elevada. El temple, però, fou incendiat pels atacants, i es conta que alguns defensors van preferir immolar-se en el temple abans que lliurar-se.
Després de l'incendi de la ciutat i la invasió romana, el temple va ser totalment demolit i el terreny aplanat pels enginyers romans. Posteriorment s'hi alçaren altres construccions, que serien destruïdes en el segle v.
Actualment hi ha la Catedral de Sant Lluís de Cartago.(4)